# 라이즈 오브 네이션즈: 정복의 역사
《라이즈 오브 네이션즈: 정복의 역사》(Rise of Nations: Thrones and Patriots 라이즈 오브 네이션즈: 왕좌와 애국자[*])는 빅 휴즈 게임스에서 개발한 라이즈 오브 네이션즈의 두 번째 버전으로, 라이즈 오브 네이션즈의 확장팩이다.

## 특징
먼저 라이브러리 건물에서의 연구는 유지되었지만, 일일이 라이브러리 건물을 찾아가서 연구하지 않고 게임창에서 바로 명령을 내릴 수 있게 되었다. 또한 새로운 건물인 '의회'가 추가되었는데 여기서 정부체제를 연구할 수 있다.(자세한것은 아래 '정부 체제'를 참고하라.)
라이즈 오브 네이션즈: 정복의 역사에서는 6개의 새로운 국가가 추가되었다. 새로운 6개 국가는 미국, 라코타, 이로쿼이, 페르시아, 인도, 네덜란드이다. 새로운 6개의 국가도 기존 라이즈 오브 네이션즈처럼 각 국가만의 특징과 고유유닛이 있다.
예를 들어 미국의 경우, 게임을 시작할 때 과학기술 제 1단계가 연구되어 있으며, 대학에서는 학자 1명이 무료로 생산되며, 정부 체제 연구 비용이 들지 않는다. 고유유닛인 '해병대'(대륙 해병대, 소총 해병대, 정예 해병대, 강습 해병대)는 게임의 제 4단계에 해당되는 '계몽시대'부터 생산이 가능한데, 이때 해병대는 일정한 시간이 지나면 자동으로 참호를 구축한다. 또한, 새로운 불가사의 건물로 공중 정원, 자금성, 붉은 요새가 추가되었다.

## 정부 체제
정부 체제는 '의회' 건물을 건설하면 결정할 수 있으며, 크게 두가지 선택이 있는 3단계로 구성되어 총 6가지의 체제를 결정 할 수 있다. 물론, 각 게임에 따라서 연구가 불가능한 경우도 있으며, 한 체제를 결정하면 그 반대의 체제로 바꿀수는 없다. 따라서 게임시에는 이를 신중하게 결정해야 한다. 또한 예를 들어, 전제 정치를 결정하였다 하더라도, 제 4단계에서는 민주주의를 선택할 수 있으며, 그때에도 그 전의 혜택은 유지된다. 다만, 애국자의 능력은 바뀌게 된다.
여기서는 '애국자' 가 자동으로 생산된다.
각 체제는 다음과 같다.
(제 2단계인 '고전시대부터 가능)
- 전제 정치: 군사 연구 비용과 보병 생산비용이 15% 감소한다. 약탈과 보급등의 능력이 있는 독재자가 애국자로 주어진다.
- 공화제: '상업 한계치'가 50 늘어난다. 치료와 유닛 매수등의 능력이 있는 의원이 애국자로 주어진다.

(제 4단계인 '화약시대'부터 가능)
- 군주제: 기병유닛의 생산비용과 생산시간이 25% 감소한다. 보급과 공성유닛의 보조하는 능력등이 있는 군주가 애국자로 주어진다.
- 민주주의: 라이브러리 건물을 제외한 모든 건물의 연구 비용이 20% 감소한다. 생산과 치료등의 능력이 있는 대통령이 애국자로 주어진다.

(제 6단계인 '산업시대'부터 가능)
- 사회주의: 공장, 공군 기지, 항구(조선소)에서 생산되는 유닛의 생산비용과 생산시간이 20% 감소한다. 보급과 도시 공격을 보조하는 능력등이 있는 '인민위원'이 애국자로 주어진다.
- 자본주의: 석유 자원이 수입이 100 늘어나고, 동시에 500의 석유자원을 자동으로 제공한다. 방어력 증강과 사정거리 연장을 보조하는 능력등이 있는 'CEO'가 애국자로 주어진다.

## 다섯 가지 세계정복 켐페인
라이즈 오브 네이션즈: 정복의 역사에는 실제 역사를 소재로 하는 4가지 켐페인과 기존의 라이즈 오브 네이션즈부터 있었던, 모든 문명이 세계정복을 놓고 경쟁하는 '세계정복' 켐페인이 있다. 4가지 역사 켐페인은 다음과 같다.
- 알렉산더 대왕

그리스 문명을 바탕으로 한 '마케도니아' 문명으로 플레이하며, 알렉산드로스 대왕의 정복을 따라 이야기를 전개할 수 있다. 다만, 역사에서는 등장하지 않는 로마 문명이 등장해 게임에서는 로마를 공격하는 임무도 등장한다. 또한, 인도 전역을 완전히 점령해야 승리할 수 있다. 의회에서 애국자는 생산할 수 없지만, 대신 보다 강력한 능력을 지니는 알렉산더 대왕이 등장한다.
- 나폴레옹

프랑스 문명으로 플레이하며, 중간 단계로 6회의 연속되는 게임에서 승리하면 '황제'에 등극한다. 황제에 등극하면, 이 켐페인에서만 생산되는 고유 보병인 '근위대'가 등장한다.
다만 황제 등극 이후 한번이라도 패배하면 엘바 섬으로 유폐되고, 다시 한번 기회가 주어진다. 만약 워털루 전투에서도 패배한다면 캠페인은 종료되고, 승리한다면 다시 정복전쟁을 벌일 수 있다.
하지만 엘바 섬 유폐 전까지 획득했던 영토를 모두 상실한 채 다시 시작하게 된다. 캠페인을 플레이하면서 실제 나폴레옹 전쟁에 참전했던 여러 나라와 경쟁할 수 있으며, 별다른 관계가 없었던 오스만 제국을 공격하는 임무도 있다.
또한, 역사에서는 실시되지 않은 영국 본토 공격임무도 등장한다. 의회에서 애국자는 생산할 수 없지만, 대신 보다 강력한 능력을 지니는 나폴레옹이 등장한다.
- 신대륙

아메리카 대륙을 놓고 경쟁했던 원주민(마야, 아즈텍, 잉카, 이로쿼이, 라코타)과 유럽(영국, 스페인, 프랑스, 네덜란드, 포르투갈), 미국이 등장한다.
포르투갈은 누비아 문명을 바탕으로 하고 있다. 원주민들의 경우, 모든 유럽인을 정복해야 하며 다른 원주민 제국보다 넓은 영토를 확보해야 한다.
유럽인의 경우에는 일정량의 공물을 확보하고, 모든 원주민들을 정복하는 동시에 경쟁 유럽 세력보다 넓은 영토를 확보해야 한다.
미국의 경우 북아메리카 일대를 모두 점령하고 모든 유럽인을 정복해야 한다. 미국의 경우 게임 초반에는 영국에의 세금이라는 이름으로 매 턴마다 일정량의 공물을 영국에게 제공하게 된다. 만약 미국이 영국을 게임에서 탈락시키면 '독립'이라는 중간 목표를 달성하는 동시에 공물 제공이 끝난다.
정부 체제는 미리 연구되어 있어, 미국과 이로쿼이, 라코타, 미국의 경우 민주주의로 플레이하며, 그 외의 경우 군주제로 플레이한다. 계몽 시대로 발전하기 전까지 원주민 세력은 중기병과 화약 보병, 포병을 사용하지 못하고 유럽인은 인구 125를 넘지 못한다.
- 냉전

미국과 소비에트 연방 두 세력이 등장하며, 북대서양 조약기구(NATO)와 바르샤바 조약 기구도 반영되어 미국과 소비에트 연방의 회원국이란 이름의 속국 형태로 등장한다.
게임을 시작할 때에는 회원국이 별로 없기 때문에, 미국과 소비에트 연방은 세계의 여러 국가를 군사력이나 외교력을 이용하여 자신의 회원국으로 끌어들여야 한다. 하지만 캠페인 초반부에는 중립 국가를 포섭함과 동시에 동맹국가(미국의 경우에는 NATO, 소련의 경우에는 바르샤뱌 조약기구)의 영토방어력을 일정 수준 이상 올려주어야 한다(마셜 플랜).
동맹국의 영토방위력을 올려주지 않고 군대를 배치하지도 않으면 동맹국이 상대 진영에 항복하는 불상사가 벌어진다.
캠페인을 진행하면서 한국 전쟁, 쿠바 위기, 베트남 전쟁, 포클랜드 전쟁, 소비에트 연방의 아프가니스탄 침공 등이 임무의 형식으로 등장한다. 핵 미사일 개념이 있기 때문에 핵 전쟁이 등장하며, 상대방의 수도를 핵 미사일로 파괴할 경우 핵 전쟁에서 승리하게 된다. 하지만 핵 미사일의 발사스위치를 기동하기 위해서는 선전 포고가 필요한데, 선전 포고를 하기 위해서는 많은 양의 공물이 필요하다.
미국과 소비에트 연방 사이의 직접 전쟁도 가능하다. 공물 20을 이용하면 6단계에 걸친 스파이 임무가 등장하는데, 이때에는 정규 게임과는 상관이 없지만 어느 정도 영향력이 있다. 만약 직접 전쟁에 들어갼 경우, 스파이 임무는 할 수 없다. 영토 방어력을 이용한 '경제 승리' 도 있어서, 만약 영토 방어력(경제 능력)이 상대방보다 50 높은 경우 경제 승리를 선언할 수 있다.
정부체제는 미리 연구되어 있어, 소비에트 연방의 경우 사회주의로 미국의 경우 자본주의로 플레이한다.

## 평가
| 통합 점수      | 통합 점수 |
| 통합사         | 점수      |
| -------------- | --------- |
| 메타크리틱     | 88/100    |
| 평론 점수      |           |
| 평론사         | 점수      |
| CGW            | [ 2 ]     |
| 게임 인포머    | 9/10      |
| 게임스팟       | 9/10      |
| 게임스파이     | [ 5 ]     |
| 게임존         | 9.1/10    |
| IGN            | 8.9/10    |
| PC 포맷        | 76%       |
| PC 게이머 (US) | 90%       |
| PC 존          | 89%       |
| 엑스플레이     | [ 11 ]    |

| 수상   | 수상                        |
| 평론사 | 수상                        |
| ------ | --------------------------- |
| IGN    | Best Expansion Pack of 2004 |

## 같이 보기
- 라이즈 오브 네이션즈
- 라이즈 오브 네이션즈: 라이즈 오브 레전드